# Chlorogomphus nakamurai
Chlorogomphus nakamurai är en trollsländeart som beskrevs av Karube 1995. Chlorogomphus nakamurai ingår i släktet Chlorogomphus och familjen kungstrollsländor. IUCN kategoriserar arten globalt som sårbar. Inga underarter finns listade i Catalogue of Life.